# Yosemite Conservancy
Pour les articles homonymes, voir Yosemite.
Yosemite Conservancy est une association à but non lucratif américaine œuvrant à une meilleure préservation des richesses naturelles et historiques du parc national de Yosemite, en Californie. Issue en 2010 de la fusion du Yosemite Fund et de la Yosemite Association, dont les origines remontent à la Yosemite Museum Association créée en 1923 pour financer la construction du Yosemite Museum, elle a son siège à San Francisco.
Dans l'aire protégée elle-même, l'organisation opère le refuge de ski Ostrander Lake, un refuge de montagne situé à 2 606 mètres d'altitude sur les bords du lac Ostrander. Il est inscrit au Registre national des lieux historiques depuis le 18 juillet 2014.